# Dies irae (игра)
Dies irae ~Also sprach Zarathustra~ (яп. ディエス・イレ Диэсу Ирэ) — японский визуальный роман, выпущенный компанией light. Над сценарием и дизайном персонажей работал Такаси Масада. Игра была выпущена в декабре 2007 года для операционной системы Windows и позже для игровой консоли PlayStation Portable. По мотивам игры снята аниме-адаптация.

## Сюжет
Действие игры начинается в мае 1945 года. В последние дни войны в Берлине группа колдунов и безумцев осуществляет ужасный ритуал, после чего исчезает без следа.
Мир современной Японии. Фудзи Рэн выходит из больницы через два месяца лечения после серьёзной потасовки со своим лучшим другом по имени Сиро Юсой. По мере приближения Рождества он пытается восстановить свою жизнь, не догадываясь о том, что в ближайшее время судьба человечества окажется под угрозой. Рыцари Ордена тринадцати вернулись, неся апокалипсис. Вынужденный обладать такой же ужасной силой, как и враги, Рэн должен защитить всё, что ему дорого, от нечеловеческого ужаса.